# Ліщин
Лі́щин — село в Україні, у Житомирському районі Житомирської області. Населення становить 1265 осіб.

## Історія

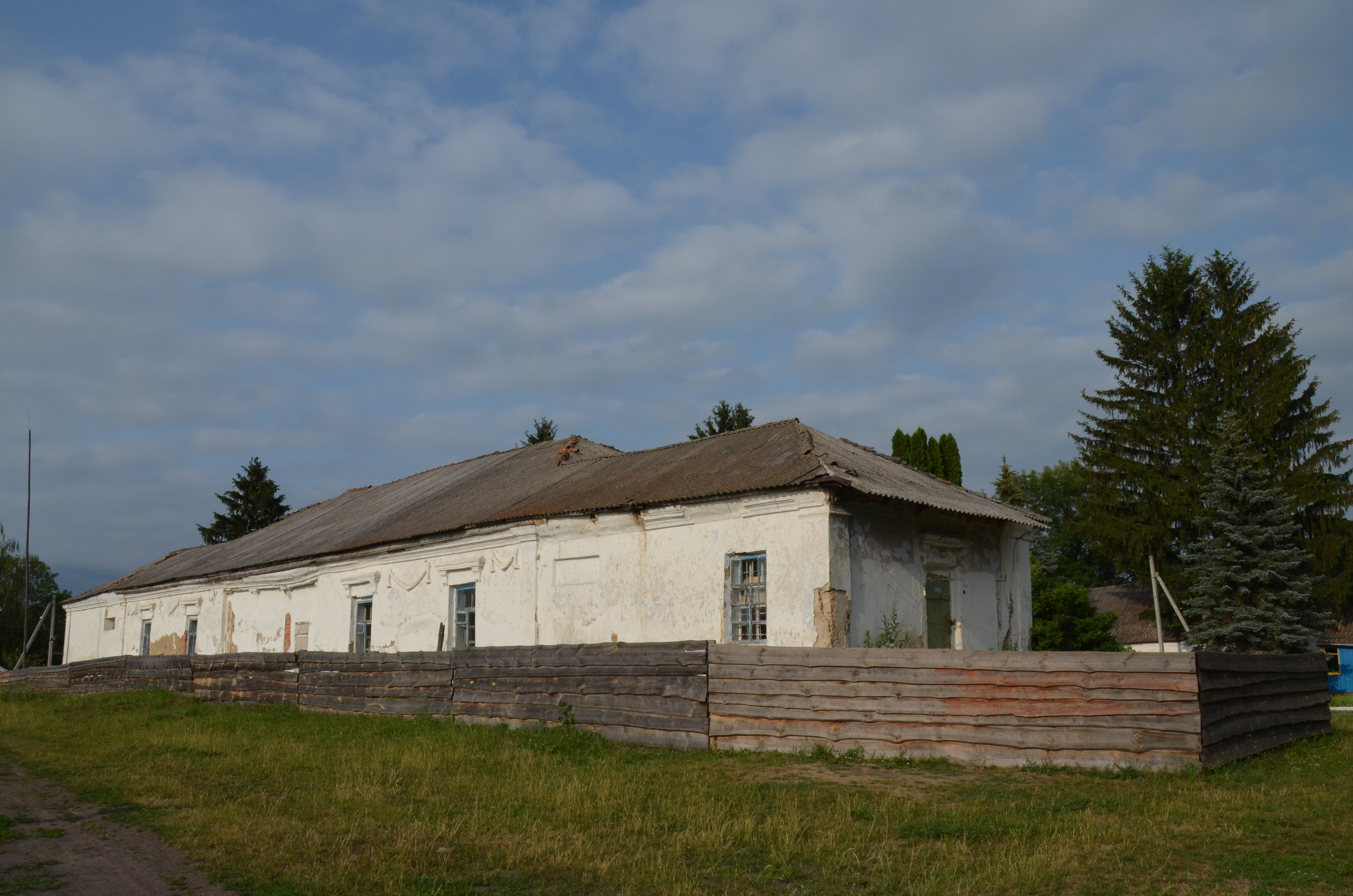
Садибний будинок (мур.), с. Ліщин

Під назвою села Лещина згадується у скарзі воєводи Берестейського Гаврила Горностая від 1 серпня 1587 р. на воєводича Берестейського Фрідриха Тишкевича, який розорював його маєтності в цьому селі. В скарзі Остафея Стрибеля від 21 квітня 1618 р. воно означається як містечко.
У 1730 р. в селі було побудовано церкву Різдва Богородиці. У 1853 р. її було відремонтовано коштом поміщика Людвіка Миколайовича Поляновського.

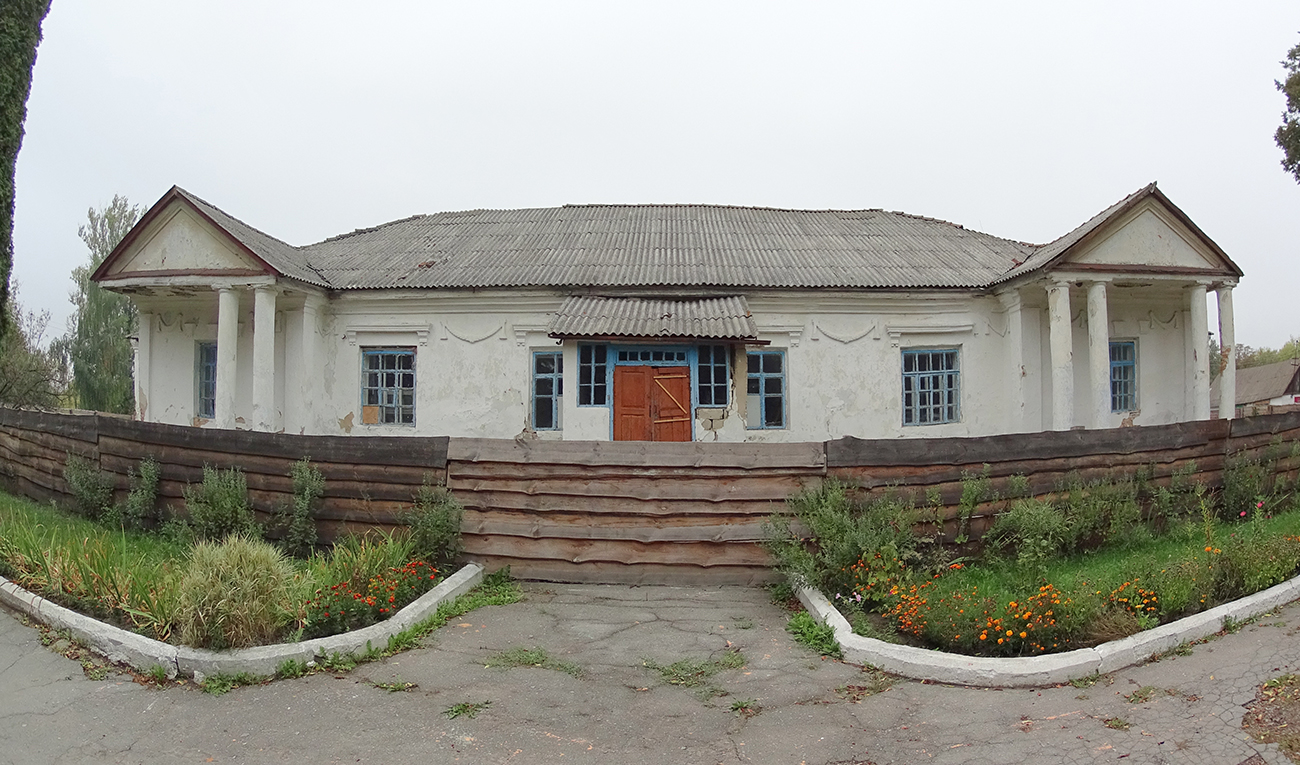
Законсервований (аварійний) маєток на території школи

У садибі Поляновського 1825 року збирались декабристи Чернігівського полку.
У 1805 р. коштом стольника перемишльського Юзефа Поляновського було збудовано парафіяльний костел Св. Трійці до якого належала каплиця в Іванкові.
На кінець XIX ст. в селі була синагога та розташовувалася єврейська міщанська канцелярія. До римо-католицької парафії належало 808 вірних з самого ЛІщина та навколишніх сіл.

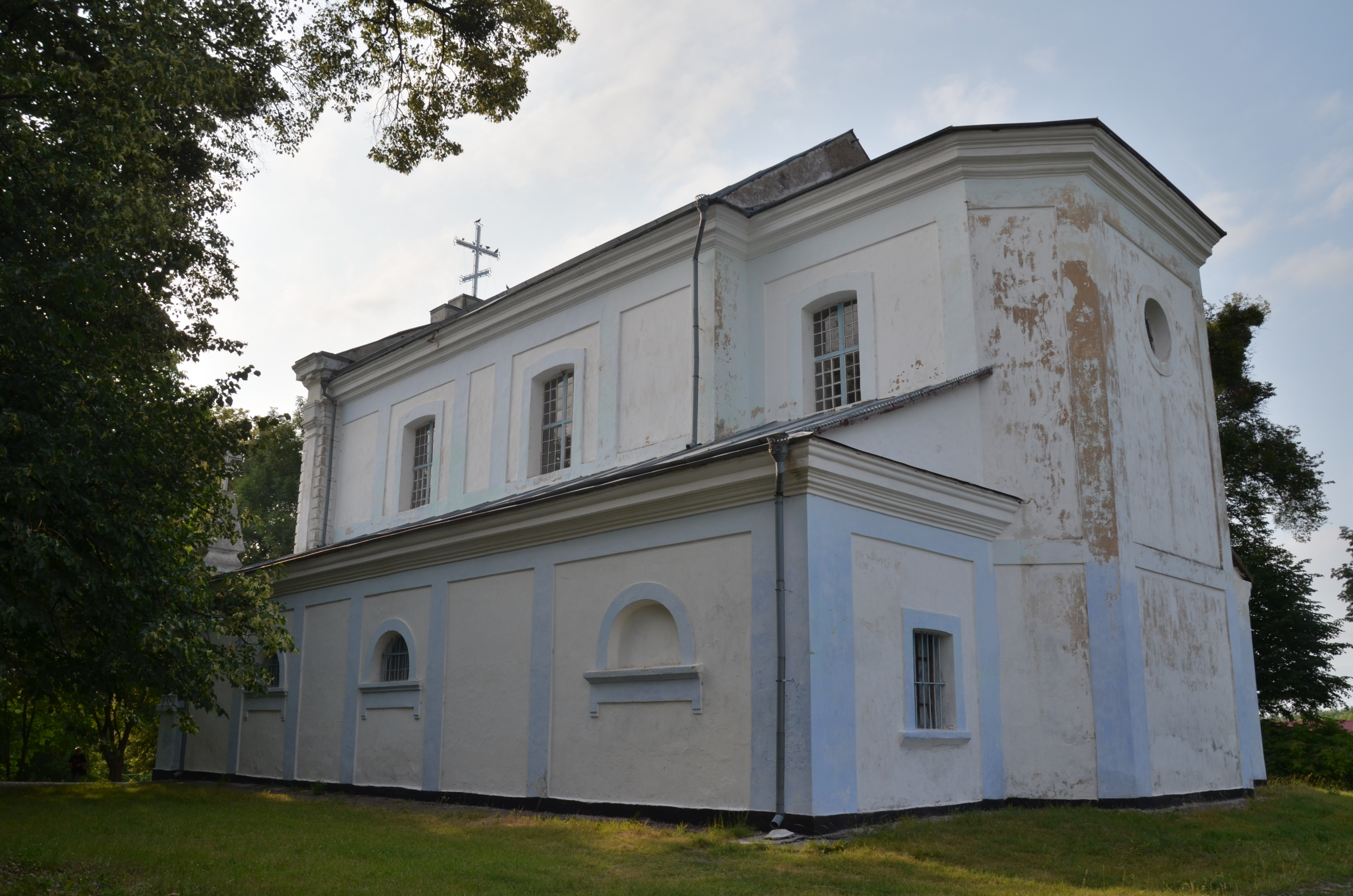
Костел Святої Трійці

В селі працювало 2 водяних млина, молитвений дім для юдеїв, 12 магазинів, 16 ремісників та фабрика смоли.
У 1902 році містечко налічувало 1654 мешканця, крім церкви та костьолу мало вже синагогу.
У 1906 році містечко Котелянської волості Житомирського повіту Волинської губернії. Відстань від повітового міста 18 верст, від волості 12 верст. Дворів 240, мешканців 1685.

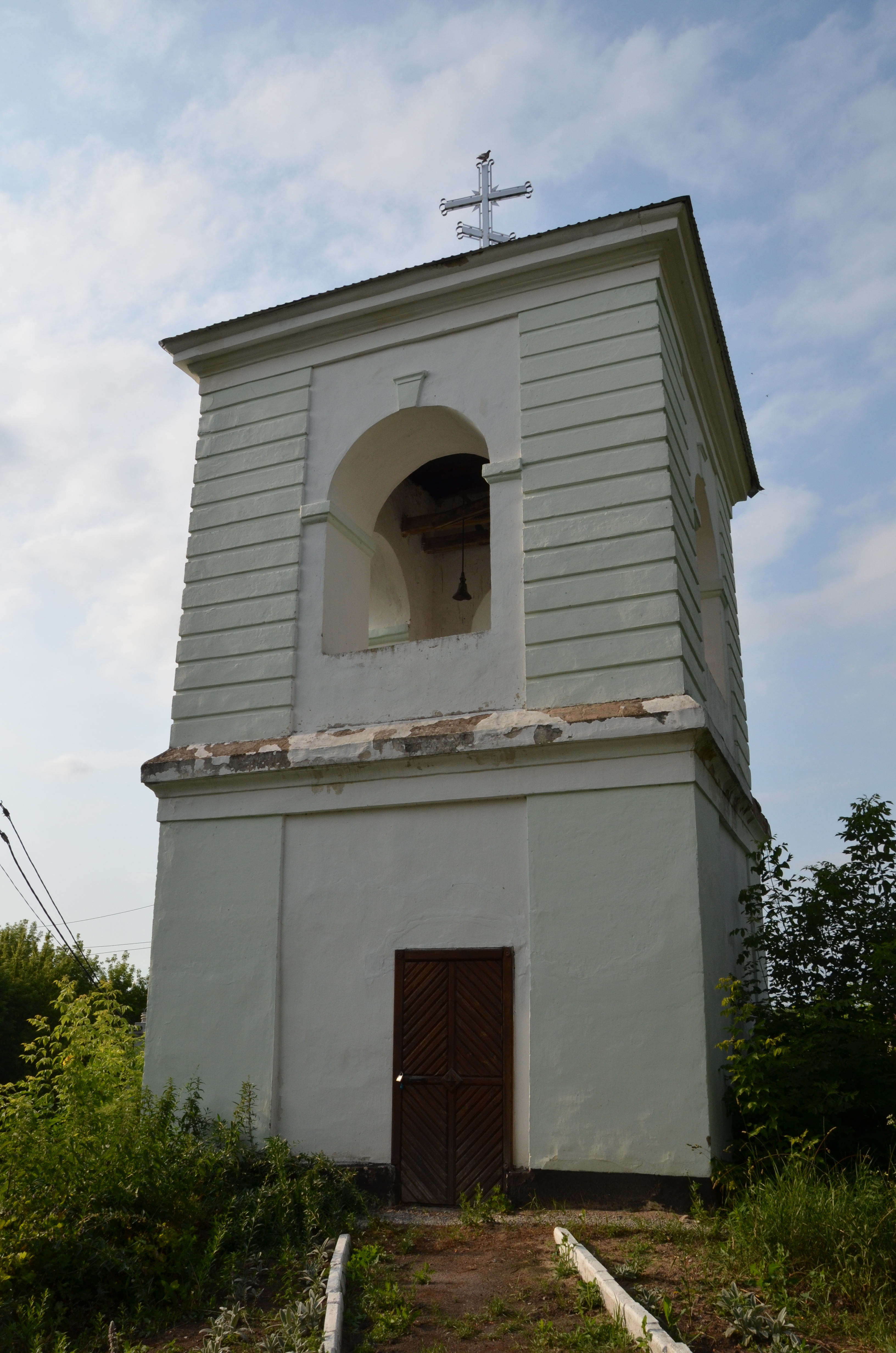
Дзвіниця костелу Святої Трійці

Під час організованого радянською владою Голодомору 1932—1933 років померло щонайменше 229 жителів села. Тоді ж до сільської ради приписані землі повністю знищеного комуністами с. Тулин.
16 листопада 1942 року очільник генерального округу "Житомир" Ернст Ляйзер видав наказ про створення адміністративного округу "Геґевальд" ("Заповідний ліс") — адміністративно-територіальної одиниці Генеральної округи Житомир Райхскомісаріату Україна, куди увійшло село. У складі округу село перебувало до приходу Червоної армії у лютому 1944 року.
Було центром Ліщинської сільської ради.
12 червня 2020 року, відповідно до розпорядження Кабінету Міністрів України № 711-р «Про визначення адміністративних центрів та затвердження територій територіальних громад Житомирської області» увійшло до складу Станишівської сільської територіальної громади.
19 липня 2020 року, в результаті адміністративно-територіальної реформи та ліквідації Житомирського району (1939—2020), село увійшло до складу новоутвореного Житомирського району.

## Населення

### Мова
Розподіл населення за рідною мовою за даними перепису 2001 року:
| Мова       | Кількість | Відсоток |
| ---------- | --------- | -------- |
| українська | 1237      | 97.79%   |
| російська  | 25        | 1.97%    |
| білоруська | 3         | 0.24%    |
| Усього     | 1265      | 100%     |